# 840 Zenobia
840 Zenobia је астероид главног астероидног појаса чија средња удаљеност од Сунца износи 3,135 астрономских јединица (АЈ). 
Апсолутна магнитуда астероида је 9,3 а геометријски албедо 0,353.